# Johann Michael Bretschneider

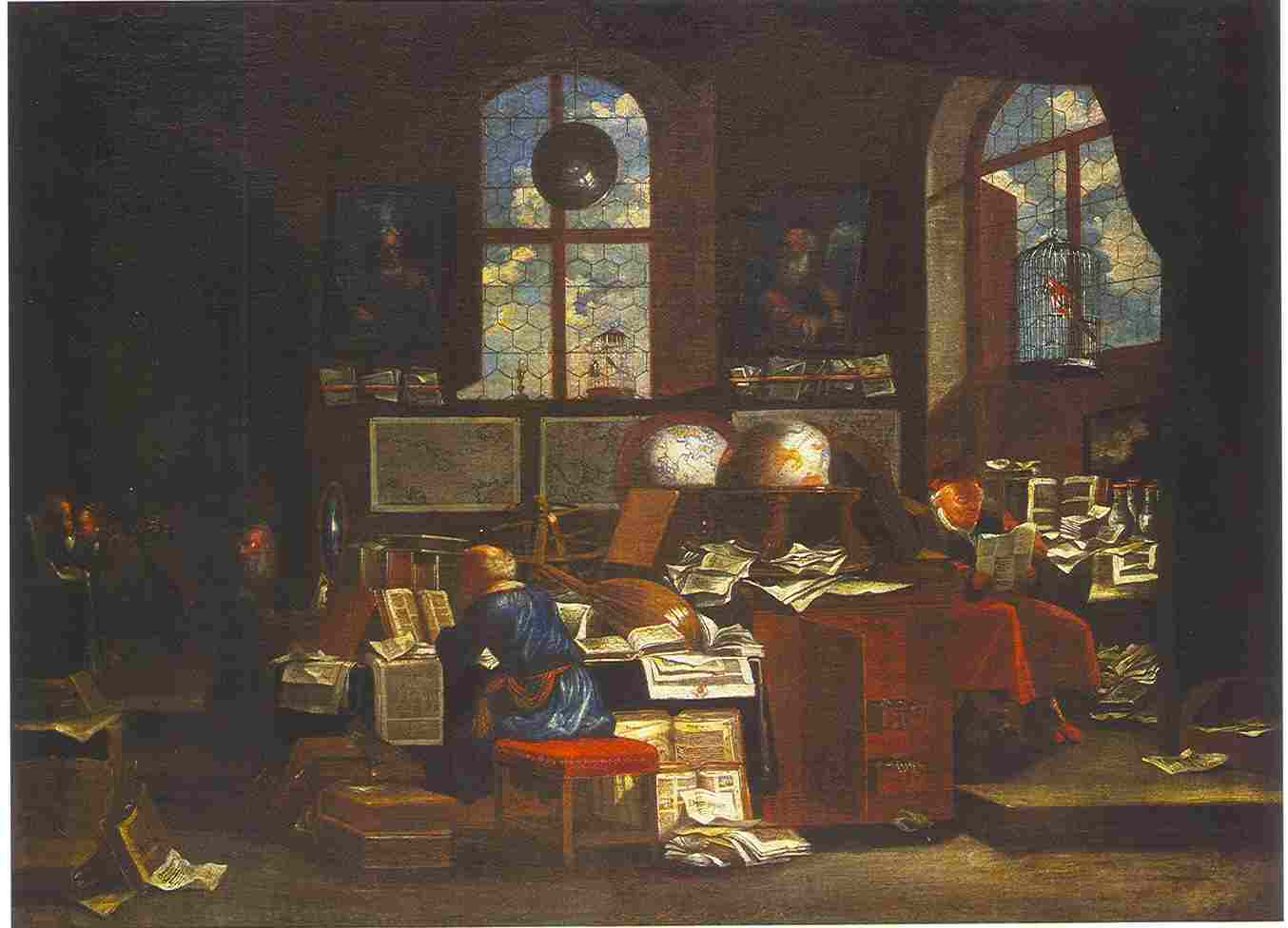
Der Scholar, 1700, Nationalmuseum Breslau

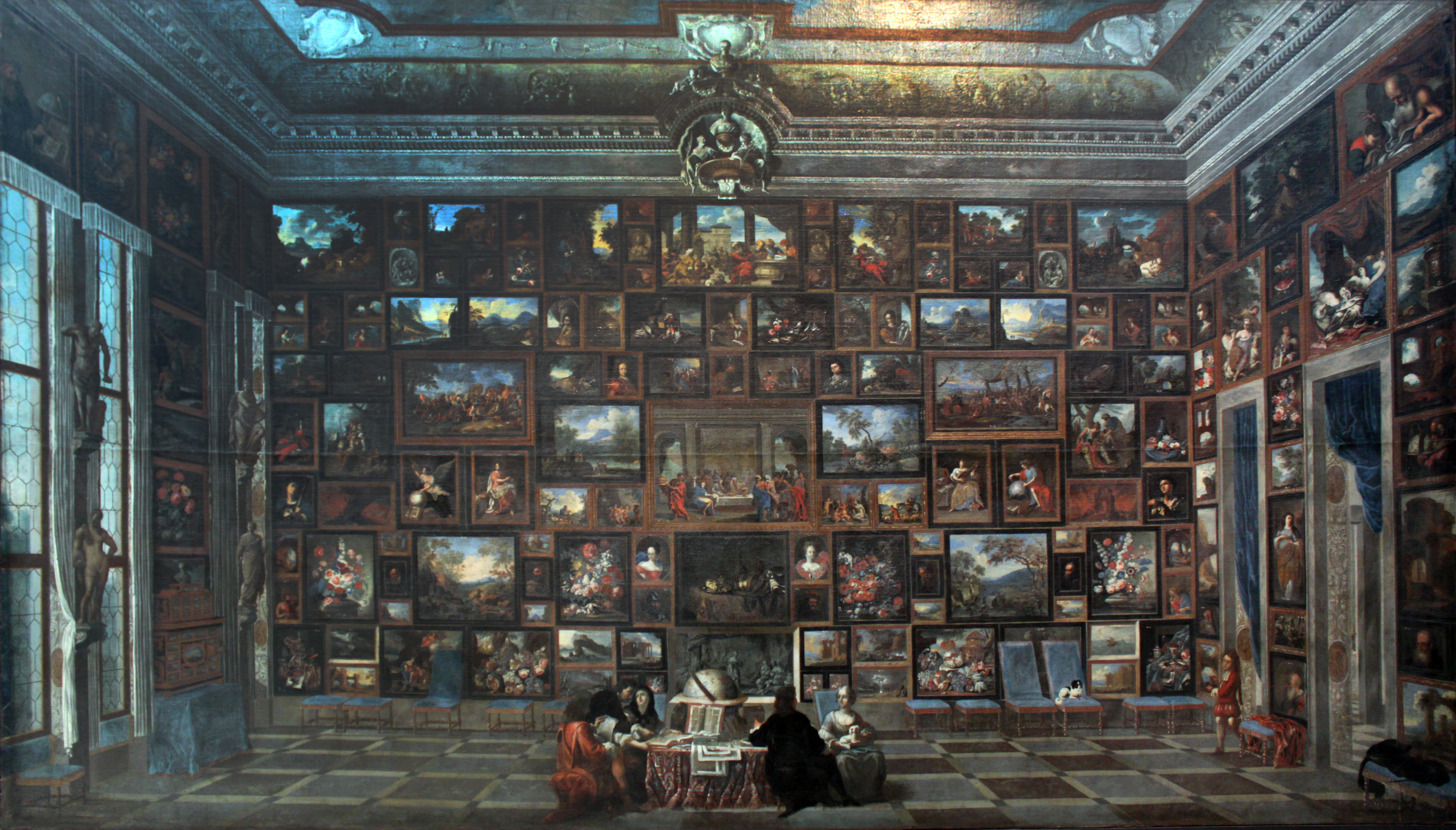
Gemäldegalerie, 1702, Germanisches Nationalmuseum

Johann Michael Bretschneider  (* 15. September 1680 in Schreckenstein bei Aussig; † 27. Oktober 1729 in Wien) (auch: Pretschneider) war ein deutscher Barockmaler.

## Leben
Seine Eltern waren Wentzel und Ludmilla Bretschneider.
Sein Lehrer ist nicht bekannt, aber es wird angenommen, dass er bei Johann Byss (1660–1738) in Prag in die Lehre ging. 1697 wurde er mit einigen anderen freien Malern (Störern), darunter auch Peter Johann Brandl, in das Rathaus in Altstadt-Prag zitiert. Am 18. Juli 1700 wurde er in die Altstädter Malergilde aufgenommen und bekam am 20. September das Bürgerrecht. Er blieb bis 1703 in Prag. In den Jahren 1717 bis 1721 lässt er sich in Wien nachweisen, wo er Genre- und Blumenbilder malte. Danach kam er wohl nach Bayern, wo sich noch heute Bilder von ihm in der Pinakothek finden.